# Neurhermes maculiferus
Neurhermes maculiferus är en insektsart som först beskrevs av Walker 1853.  Neurhermes maculiferus ingår i släktet Neurhermes och familjen Corydalidae. Inga underarter finns listade i Catalogue of Life.